# Carollia manu
Carollia manu (Pacheco, Solari y Velazco, 2004) è un Pipistrello della famiglia dei Fillostomidi diffuso nell'America meridionale.

## Descrizione
Pipistrello di piccole dimensioni, con la lunghezza della testa e del corpo tra 59 e 66 mm, la lunghezza dell'avambraccio tra 41,22 e 44,43 mm, la lunghezza della coda tra 7 e 10 mm, la lunghezza del piede tra 13 e 15 mm, la lunghezza delle orecchie tra 18 e 22 mm e un peso fino a 21 g.
La pelliccia è lunga, soffice, lanuginosa e si estende densamente sugli avambracci, i femori e le tibie. I peli sono ovunque tricolori. Le parti dorsali sono marroni, mentre le parti ventrali sono leggermente più chiare. Il muso è allungato e conico. La foglia nasale è ben sviluppata, lanceolata, con la porzione inferiore saldata al labbro superiore mentre i bordi laterali sono ben separati. Sul mento è presente una grossa verruca circondata da altre più piccole disposte a U. Le orecchie sono relativamente grandi e larghe. Le ali sono attaccate posteriormente sulle caviglie. La coda è corta, circa un terzo della profondità dell'uropatagio, il quale è privo di peli. Il calcar è corto.

## Biologia

### Alimentazione
Si nutre di frutta.

## Distribuzione e habitat
Questa specie è diffusa nel Perù meridionale e nella Bolivia occidentale.
Vive nelle foreste umide montane tra 1.300 e 2.250 metri di altitudine.

## Conservazione
La IUCN Red List, considerato l'areale probabilmente più vasto di quanto finora conosciuto e la popolazione presumibilmente numerosa, classifica C.manu come specie a rischio minimo (Least Concern)).